# Hatodik érzék
Az ember öt organikus érzékszervével (látás, hallás, ízlelés, tapintás, szaglás) tájékozódik a világban. Van azonban egy hatodik "érzékszervünk" is, a tudatunk. Ezt nevezik hatodik érzéknek is, de az angol szakifejezés az ESP (Extraszenzoriális percepció). Ezen terület úttörője Frederic Myers volt, a későbbiekben egy pszichológus a Duke egyetemről, J. B. Rhine fejlesztette tovább. Ő adott jelentést olyan pszichés fogalmaknak, mint például telepátia, megérzés.

Zener-kártyákat használtak a huszadik század elején az ESP kísérleti kutatásban

## J. B. Rhine és J. G. Pratt
Az 1930-as években az észak-karolinai Duke egyetemen Joseph Banks Rhine és felesége Louisa próbálta meg a pszichológia ezen kísérleti ágát fejleszteni. Azért, hogy megelőzzék azt, hogy ezeket a kísérleteket szellemidézéseknek vagy szeánszoknak gondolják, elnevezték parapszichológiának. Amíg Louisa a vállalkozó alanyokat kereste, addig a férje egy laborban dolgozott, hogy pontos definíciót tudjon arról adni, hogy mi is az a pszi, az ESP. Ehhez a témához tartozó teszteket is készített. Egyik ilyen felfedezés, talán a leghíresebb, a Zener kártya. Ez egy 25 lapból álló csomag, minden kártyán más alakú minta található.(kör, négyzet, háromszög, stb.) A telepatikus vizsgálatban a "küldő" nézi a kártyát, míg a "fogadó" nem látva azt, próbálja kitalálni. Minden kísérletben a kártyáknak véletlenszerűeknek kellett lenniük, hogy a találatokat ne lehessen a korábbi kísérletek alapján szerzett tudásra alapozni. Először kézzel, majd géppel kevertek, manapság már számítógépeket alkalmaznak.
Az 1940-es években Rhine, Joseph Gaither Pratt és munkatársaik írtak több tanulmányt ebben a témában.

## Kognitív és humanista kutatás
Az 1960-as években a kognitív és humanista pszichológia fejlődésével a parapszichológusok is egyre jobban érdeklődtek az ESP kognitív komponensei iránt. Ezek a szubjektív tapasztalatok, szerepet játszottak abban, hogy az ESP-t elfogadják a pszichológiai körökben. Az észlelés helyett, a memóriát javasolták egy újabb, jobb modellként a pszire. Ez olyan eljárásokat követelt meg, amik nem függtek Rhine által bevezetett erőltetett választás módszerétől. Olyan szabad-válasz formákkal, mint amilyeneket Carrington használt az 1930-as években, fejlesztették a kísérleteiket, hogy minél magasabb legyen a vizsgált személy érzékenysége az észlelésre. Ezen eljárásokban szerepet kapott a meditáció, a relaxálás, a REM-alvás, és a Ganzfeld ( ez egy enyhe érzészavar-eljárás). Ezen módszerek jobbnak bizonyultak a Rhine-féle eljárásoknál.

## ESP és a hipnózis
Van egy hiedelem, hogy a hipnózisban lévő ember is képes az ESP jeleit produkálni. Erről Carl Sargent a Cambridge-i egyetem vezető pszichológia professzora hallott, és lefolytatott ez irányú kísérleteket. Negyven egyetemi diákot vont be a vizsgálatba. Ezen diákok egyike sem rendelkezett, saját bevallása szerint, a "hatodik érzékkel". Két csoportra osztotta őket. Mindkét csoport a Zener kártyákkal végzett kísérleteket. A különbség csupán az volt, hogy az egyik csoportot hipnotizálták a vizsgálat előtt, míg a másik éber tudatállapotban hajtotta végre a feladatokat. A kontroll-csoport, ők voltak, akiket nem hipnotizáltak, átlagosan a huszonöt kártyából csupán ötöt találtak el, ami lehet csupán a szerencse műve is. A másik csoport a hipnózis alatt már sokkal jobb eredményt ért el. Közel tizenkét (11,9) kártyát találtak el átlagosan. Sargent ebből olyan következtetést vont le, hogy a hipnózisban lévő elme, a relaxáció hatására képes produkálni az ESP-t.

## Szkeptikusok
Az amerikai Nemzeti Tudományos Akadémia tudósai közül 96% vallja magát szkeptikusnak a témával kapcsolatban. Csupán 4% véli úgy, hogy létezik a pszi, 10% szerint lehet ösztönző a parapszichológia kutatás. A Nemzeti Tudományos Akadémia szponzorálásával került kiadásra az Enhancing Human Performance című mű, ami a parapszichológiával szemben fogalmaz meg kritikát. A kritikusok legnagyobb problémája, hogy a kísérleteket, amiket végeztek, nem dokumentálták, hiába voltak azok eredményei statisztikailag szignifikánsak[forrás?]. Továbbá nem voltak megelégedve azzal sem, hogy nem volt a vizsgálati metódusok mögött egy járható, követhető elmélet.

## Fordítás
Ez a szócikk részben vagy egészben  az   Extrasensory perception című angol Wikipédia-szócikk fordításán alapul.  Az eredeti cikk szerkesztőit annak laptörténete sorolja fel. Ez a jelzés csupán a megfogalmazás eredetét és a szerzői jogokat jelzi, nem szolgál a cikkben szereplő információk forrásmegjelöléseként.